# Slash (serie animata)
Slash è una serie animata italiana prodotta da Gruppo Alcuni.

## Personaggi
- Isaia
- Tomoya
- Paula
- Matilda
- Chen
- Cin
- Cobra
- Smilzo e Botte
- Numero 1 e Numero 2